# Cémentation (métallurgie)
 (janvier 2024).
Si vous disposez d'ouvrages ou d'articles de référence ou si vous connaissez des sites web de qualité traitant du thème abordé ici, merci de compléter l'article en donnant les références utiles à sa vérifiabilité et en les liant à la section « Notes et références ».
Pour les articles homonymes, voir Cémentation.
La cémentation est un traitement thermochimique qui consiste à faire pénétrer superficiellement du carbone dans un acier dont le pourcentage de carbone est insuffisant pour prendre de la trempe, afin de le transformer en surface en un acier fortement carburé susceptible d'être trempé.
La cémentation désigne deux procédés métallurgiques :
- historiquement, c'est un procédé de fabrication de l'acier par réaction de fer avec du monoxyde de carbone (cémentation à cœur pour obtenir de l'acier de cémentation) ;
- acception moderne : procédé de métallurgie servant à durcir les aciers par ajout superficiel de carbone, avant une trempe superficielle (cémentation superficielle pour obtenir de l'acier cémenté).

Le mécanisme est le même dans les deux cas, mais dans le procédé historique, on attend « suffisamment longtemps » pour que le carbone pénètre à cœur.

## Histoire
Le fait d'enrichir du fer, obtenu en bas fourneau, en carbone par réaction solide-gaz est utilisé pour le wootz, procédé apparu vers -300 dans le sud du sous-continent indien. Au XVIIe siècle, le procédé est utilisé en Europe, et est abandonné au XXe siècle (voir Acier de cémentation).

## Indication en construction
Ce traitement est utilisé pour augmenter la dureté superficielle de pièces en acier "doux" et "demi-doux", c'est-à-dire en acier non allié contenant moins de 0,3 % de carbone (type C22). Pour cela on augmente la teneur superficielle en carbone (il faut cependant que cet acier contienne des éléments tels que : Cr, Mn, Ni, Mo, B).

## Procédé
La cémentation se réalise à une température comprise généralement entre 900 °C et 930 °C. La durée de traitement dépend de la profondeur désirée (de 0,1 à 3 mm). Le potentiel carbone recherché est communément de 0.85 %.
Le carbone est obtenu aujourd'hui par le craquage d'un liquide organique directement dans le laboratoire de traitement. On utilise un mélange d'azote et de méthanol. Lors du craquage le méthanol donne le monoxyde de carbone (CO) et le dioxyde de carbone (CO2). Le CO apporte le carbone naissant.
Cette phase d'enrichissement est généralement suivie d'une trempe à l'huile et d'un revenu à basse température.
Un nouveau procédé appelé cémentation basse pression remplace progressivement la cémentation atmosphérique.
Autrefois[Quand ?], on pratiquait la cémentation solide. On utilisait à cet effet soit des poudres, mais l'action était inégale et laissait soit des plages douces, soit des grains de 6 à 8 mm de grosseur qui offraient un meilleur passage aux gaz et donnaient une meilleure conductivité thermique. Le cément de Caron était très utilisé (60 parties de charbon de bois et 40 parties de carbonate de baryum).
En plus d'une dureté superficielle élevée (58 à 63 HRC selon la température du revenu), la cémentation augmente la résistance à l'usure et la tenue à la fatigue.
Comme pour les traitements thermiques de trempe, il est préférable d'anticiper les variations géométriques des pièces en laissant une surépaisseur de rectification.
Après cémentation, les pièces peuvent être trempées, puis passées dans un four de revenu à des températures comprises entre 175 °C et 200 °C.

## Accidents de cémentation
| Défauts                                                | Causes |
| ------------------------------------------------------ | --- |
| dureté superficielle inégale, plage douce après trempe | carburation insuffisante, pièces oxydées ou malpropres, zones ségrégées sulfureuses, température irrégulière et insuffisante en certains endroits, parties de pièces refroidies trop lentement                                                      |
| dureté régulière mais insuffisante après trempe        | durée d'opération trop brève ou température insuffisante, atmosphère incorrecte, régénération ou chauffage avant trempe effectué dans un four décarburant ou oxydant, température avant trempe insuffisante, vitesse de refroidissement trop faible |
| écaillage, tapures, criques                            | constaté dans le cas d'une cémentation très prononcée et souvent trop rapide générant de la cémentite libre, son point de transformation étant différent de celui de la perlite                                                                     |
| fragilité du cœur                                      | régénération incomplète par suite d'une température trop faible ou d'un temps de traitement insuffisant |
| déformations                                           | pièces mal soutenues dans le four ou mauvaise présentation dans le bain de trempe ou absence de préchauffage |